# 小澤雅之
小澤 雅之（おざわ まさゆき、1959年（昭和34年）5月23日 - ）は、日本の照明技師。東京都出身。
ルーツ音楽院を卒業後、映像の世界に。
1989年から照明技師。90年イワモトケンチ監督の映画「Kikuchi 菊池」で、ベルリン映画祭ウォルフガングシュタウテ賞を受賞。
その後、資生堂、コーセー、TOYOTA、サントリー、パルコ、ユニクロ他、数多くのCMで照明を手掛ける。
またMVでは安室奈美恵、浜崎あゆみ、倖田來未、MISIA、B'z、加藤ミリヤ、松田聖子、他、数多くのミュージックビデオの照明を手掛ける。
その間、新潮社の写真集『月刊』に、写真家の平間至さんと参加。蜷川実花が撮影の2作品に照明で参加。2018年3月には、女優の二階堂ふみが撮影の照明も行っている。
1999年NYのファッション＆アート雑誌『Big Magazine』で、NY ADCエディトリアル部門「金賞」受賞。
2018年8月1日には、照明技師としては珍しく、照明を担当した映画の「一人の息子」のトークイベントにカメラマンと共に登場して、トークを行う。
現在もCM、MV、Web、グラフィック、映画、等幅広く活動中の照明技師である。

## 映画
- Kikuchi 菊池（1991年　イワモトケンチ監督）
  - 【ベルリン映画祭ウォルフガングシュタウテ賞を受賞】
- 行楽猿（1993年　イワモトケンチ監督）
  - 【スイスのロカルノ国際映画祭・コンペティション部門にてオープニング作品】
- 一人の息子（2018年　谷健二監督）
  - 【第32回高崎映画祭　-まちと映画-　招待作品】

## MV
- KAO=S - AMRITA [Official Music Video
- リアクション ザ ブッタ「After drama」MV

## CM
- 平安閣マリエール／「あなたに会えた」篇（コピーライター：尾崎敬久）
  - OCC受賞作品
- エアテックライトジャケット「プロトランポリン選手」
  - 第42回テレヒ゛CM部門ACC賞[1]

## ライブ
- Kanae Nozawa 10th Anniversary Concert "BRAVE"野沢香苗Official Web Site